# قنبرة الغيط بوشلارك
قنبرة الغيط بوشلارك (الاسم العلمي: Mirafra erythrocephala) هو نوع من فصيلة قبرة.